# Удел (Брянская область)
Удел — деревня в Гордеевском районе Брянской области, в составе Рудневоробьёвского сельского поселения. Расположена в 2,5 км к западу от деревни Старая Полона. Население — 28 человек (2010).

## История
Упоминается с XIX века; с 1861 до 1924 года в Уношевской волости Суражского (с 1921 — Клинцовского) уезда, в 1924—1929 в Гордеевской волости.
С 1929 года в Гордеевском районе, а в период его временного расформирования — в Клинцовском (1963—1966), Красногорском (1967—1985) районе. С 1930-х гг. до 2005 года входила в Старополонский сельсовет.